# Maximilian Waag
Maximilian Waag (* 7. November 1804 in Karlsruhe; † 4. Juli 1873 ebenda) war ein seit 1828 im badischen Staatsdienst stehender Jurist und Amtsvorstand, vergleichbar mit einem heutigen Landrat. 

## Leben

### Herkunft
Er war der Sohn des Großherzoglich Badischen Generalstaatskassiers in Karlsruhe Karl Friedrich Waag (* 3. Juli 1771 in Eggenstein; † 14. November 1833 in Karlsruhe) und dessen Ehefrau Charlotte, geborene Füßlin (* 3. März 1781 in Karlsruhe; † 8. April 1850 ebenda). Der spätere preußische General der Infanterie und Gouverneur der Festung Rastatt Ludwig Waag (1812–1879) war sein Bruder.

### Karriere
Nach dem Studium der Rechtswissenschaften zunächst an der Universität Göttingen und ab dem 28. Oktober 1824 an der Universität Heidelberg wurde Waag nach bestandenem Staatsexamen zum 5. Juli 1826 Rechtspraktikant. Er wurde anschließend als Praktikant beim Bezirksamt Durlach beschäftigt, wo er am 14. April 1828 Assessor wurde. Am 14. November 1836 wurde er dort zum Amtmann ernannt und am 6. März 1841 zum Stadtamt Karlsruhe versetzt. Am 4. Oktober 1842 wurde Waag Amtsvorstand beim Bezirksamt Hornberg, wo er am 2. Januar 1843 zum Oberamtmann befördert wurde. Ab dem 3. Dezember 1847 wurde er Amtsvorstand beim Oberamt Lahr, ab dem 8. September 1849 beim Oberamt Ettlingen und ab dem 24. Januar 1855 beim Bezirksamt Schwetzingen. Am 25. März 1865 wurde er in den Ruhestand versetzt.

#### Politische Betätigung
Waag war 1841/42 Abgeordneter der Badischen Ständeversammlung für den Stadtwahlkreis 9 (Stadt Durlach) des 10. Landtags. 1842/43 und 1843/45 war er Abgeordneter des Wahlkreises 27 (Amt Durlach ohne die Stadt Durlach und Amt Stein) des 11. und 12. Landtags.

### Familie
Er heiratete am 25. Juli 1837 in Karlsruhe Wilhelmine Friederike Volz (* 19. Oktober 1806 in Karlsruhe; † 9. Dezember 1872 ebenda), Tochter des Feldprobsts Wilhelm Ludwig Volz und der Friederike Wilhelmine geborene Kaufmann. Aus dieser Ehe entstammen sieben Kinder: Sophie (* 21. November 1839 in Karlsruhe; † 27. Juli 1845), Marie Karoline (* 20. Oktober 1840 in Karlsruhe; † 10. September 1941 ebenda), Karl Friedrich (* 22. März 1842 in Karlsruhe; † 24. März 1915 in Radolfzell), Elisabeth (1843–1844), 1846 totgeborener Sohn, Helene (* 16. August 1848 in Lahr; † 3. März 1927 in Karlsruhe) und Emilie († 1850). 